# بروتون
البُرُوْتُون (ملاحظة 1) في فيزياء الجسيمات، وكان يظن في بادئ الأمر أنه جسيم أولي (لا يتكون من جسيمات أصغر) ولكن تبين فيما بعد عدم صحة هذا الزعم، والبروتون من مكونات الذرة وله شحنة كهربية موجبة مقدارها 1.6 × 10−19 كولوم، تعادل تماما الشحنة التي يحملها الإلكترون إلا أن الإلكترون شحنته سالبة، وكتلة البروتون مقدارها :
1.672621637×10−27 كيلوجرام، أو ما يقارب 1800 ضعف كتلة الإلكترون. ونظرا لصغر كتلة البروتون بالكيلوجرام عدد صغير جدا يصعب حفظه عن ظهر قلب يستعمل الفيزيائيون وحدة الطاقة MeV للتعبير عن كتلة البروتون وهي تعادل 938 ميغا إلكترون فولت (طبقا لمعادلة أينشتاين الشهيرة عن تكافؤ الكتلة والطاقة(E = mc²)).
تدل النتائج التجريبية أن البروتون جسيم مستقر، والحد الأدنى لفترة عمر النصف له 1035 سنة، بالرغم من أن بعض النظريات تنبأت بأن البروتون يمكن أن يتحلل.
تعتبر نواة النظير الأكثر شهرة لذرة الهيدروجين عبارة عن بروتون مفرد. ونويات العناصر الأخرى عبارة عن بروتونات ونيوترونات موجودة معاً عن طريق القوة النووية. ويكون عدد البروتونات الموجودة في النواة هي المسئولة عن الخواص الكيميائية للذرة وتعريف هذا العنصر الكيميائي.
تُصَنَّفُ البروتونات على أنها باريون وتتكون من 2 كوارك أعلى و 1 كوارك أسفل، ويوجدوا مترابطين معا عن طريق القوة النووية، بالتداخل مع جسيم "لاصق" يسمى غلوون يربطهم ببعض. كما توجد مضاد للبروتون هو نقيض البروتون والذي له نفس قدر شحنة البروتون ولكن بشحنة معاكسة.
ونظرا لأن القوة الكهرومغناطيسية أكبر من قوى الجذب فإن شحنة البروتون يجب أن تكون مساوية في المقدار ومعاكسة في الشحنة للإلكترون وإلا فإن الفرق بين الشحنتين سيؤدى إلى تغير جذري في تكوين المادة و الكون. ومما يشير إلى الإهتمام ، أن شحنة البروتون موجبة ومساوية تماما لشحنة الإلكترون ولكنها معكوسة ، أي سالبة . بهذا تصبح ذرة الهيدروجين متعادلة كهربائيا ؛ وينطبق ذلك على كل العناصر من حيث أن أي عنصر له في ذرته عدد من الإلكترونات (سالبة) مساوية لعدد البروتونات (موجبة) في نواته.
يرجع مصطلح البروتون في الكيمياء والكيمياء الحيوية إلى أيون الهيدروجين H+. وفي هذا السياق تكون المادة المعطاة للبروتون حمضية والمادة المتقبلة للبروتون قلوية (راجع نظرية تفاعل الأحماض مع القلويات.)

## البروتون تاريخياً
في عام 1919 أجرى إرنست رذرفورد تجربة قذف جسيمات ألفا خلال غاز النيتروجين، وقد أظهرت الومضات وجود نواة الهيدروجين، وقد حدد رذرفورد أن المصدر الوحيد الذي يمكن أن يأتي منه نواة الهيدروجين هو النيتروجين، وعلى هذا فإن النيتروجين لابد أنه يحتوى على نويات الهيدروجين. وقد اقترح أن نويات الهيدروجين والتي كان لها عدد ذرى يساوى 1، هي جسيم أساسي، وسماها بروتون، من الكلمة الإغريقية بروتوس والتي تعنى الأول.

## البروتون في علم الكيمياء

### العدد الذري
في علم الكيمياء يعرف عدد البروتونات داخل نواة الذرّة على أنه العدد الذري، والذي يحدد العنصر الكيميائي الذي تنتمي إليه الذرة. على سبيل المثال فإن العدد الذري للكلور يكون 17، وهذا يعني أن كل ذرة كلور تحوي 17 بروتون وأن جميع الذرات المتألفة من 17 بروتون هي ذرات كلور.
تُعْيَن الخواص الكيميائية للذرة من جهة أخرى بعدد الكتروناتها (لها شحنة سالبة) والتي يفترض أنها مكافئة لعدد البروتونات (ذات شحنة موجبة) في الذرات المتعادلة بحيث تصبح إجمالي شحنتها صفرا. على سبيل المثال تحتوي ذرة الكلور المتعادلة على 17 الكترون و17 بروتون بينما ذرة الكلور السالبة، Cl-، بها 17 بروتون و18 الكترون لتشكل صافي شحنة قدرها -1 شحنة إلكترون.

### الهيدروجين كبروتون
لما كان العدد الذري لعنصر الهيدروجين هو 1، فإن أيون الهيدروجين الموجب (
H+
) يحوي على بروتون واحد ولايحوي أي إلكترونات ولذا فإن بعض النصوص قد تشير إلى عبارة بروتون كتعبير عن أيون الهيدروجين.

## نقيض البروتون
وضع خرق تناظر الشحنة السوية والزمن قيودا صارمة على الخواص النسبية للجسيمات ونقيضاتها، ولذلك فإنه خاضع لاختبارات صارمة. على سبيل المثال، ينبغي أن يكون إجمالي شحنتي البروتون ونقيض البروتون صفرا تماما. لقد فُحِصَت هذه المساواة بدقة جزء في 108. كذلك تم اختبار تساوي كتلتيهما بدقة أفضل من جزء من 108. عند حبس مضادات البروتونات، في مصيدة بيننغ، أمكن اختبار تساوي نسبتي الشحنة إلى الكتلة للبروتون والإلكترون بدقة جزء في (6×109). أظهر قياس العزم المغنطيسي لمضاد البروتون خطأ مقداره 8×10−3 مغنطون بور نووي، ووجد أنه مساو ومضاد لتلك القيمة في البروتون.

## التطبيقات التكنولوجية
البروتون يوجد دائما ً في حالة دوران (مغزلي)، وهذه الخاصية تم استغلالها في مطيافية الرنين النووي المغناطيسي (NMR). وفيه يتم استخدام مجال مغناطيسي للتحقق من وجود الغلاف الموجود حول البروتونات في النواة والذي يتم معرفته بسحابة الإلكترونات الموجودة حول النواة. وعلى هذا يستطيع العلماء معرفة التركيب الجزيئي للجزيء الذي يتم دراسته.

## هوامش
- ملاحظة 1 المرادفات: الأُوَيِّل[2][4][5][6]

## وصلات خارجية
- معلومات عن الجسيمات